# El Sol de Guadalajara
El Sol de Guadalajara fue un diario vespertino fundado el 12 de enero de 1948 en la Ciudad de Guadalajara, Jalisco
Perteneció a la Organización Editorial Mexicana y anteriormente a la Organización Periodística García Valseca.